# 南非政府
南非共和國是一個議會共和制國家，實行三級政府和獨立司法，且在議會制下運作。國家的立法權歸國會所有；行政權則授予身為國家元首和政府首腦的總統及其內閣，總統由國會選舉產生並任期固定。
南非政府與其他英聯邦國家的政府有著明顯不同。南非的中央政府、省政府及地方政府都在各自領域內擁有立法權和行政權，它們三級政府的關係被《南非憲法》定義為“獨特、相互依存和相互關聯”。同時在中央和省級政府層面運作的咨詢機構成員均來自傳統領導人。憲法對此的明確意圖是國家在合作治理的系統上運行。
南非的中央政府由三個相互關聯的部分組成：
- 立法機關：國會，它由國民議會、全國省級事務委員會組成；
- 行政機關：總統，他同時是國家元首和政府首腦；
- 司法機關：憲法法院、最高上訴法院（英语：Supreme Court of Appeal (South Africa)）和高等法院（英语：High Court of South Africa）。

南非政府的所有機構都受制於《南非憲法》，憲法是南非的最高法律。

## 中央政府

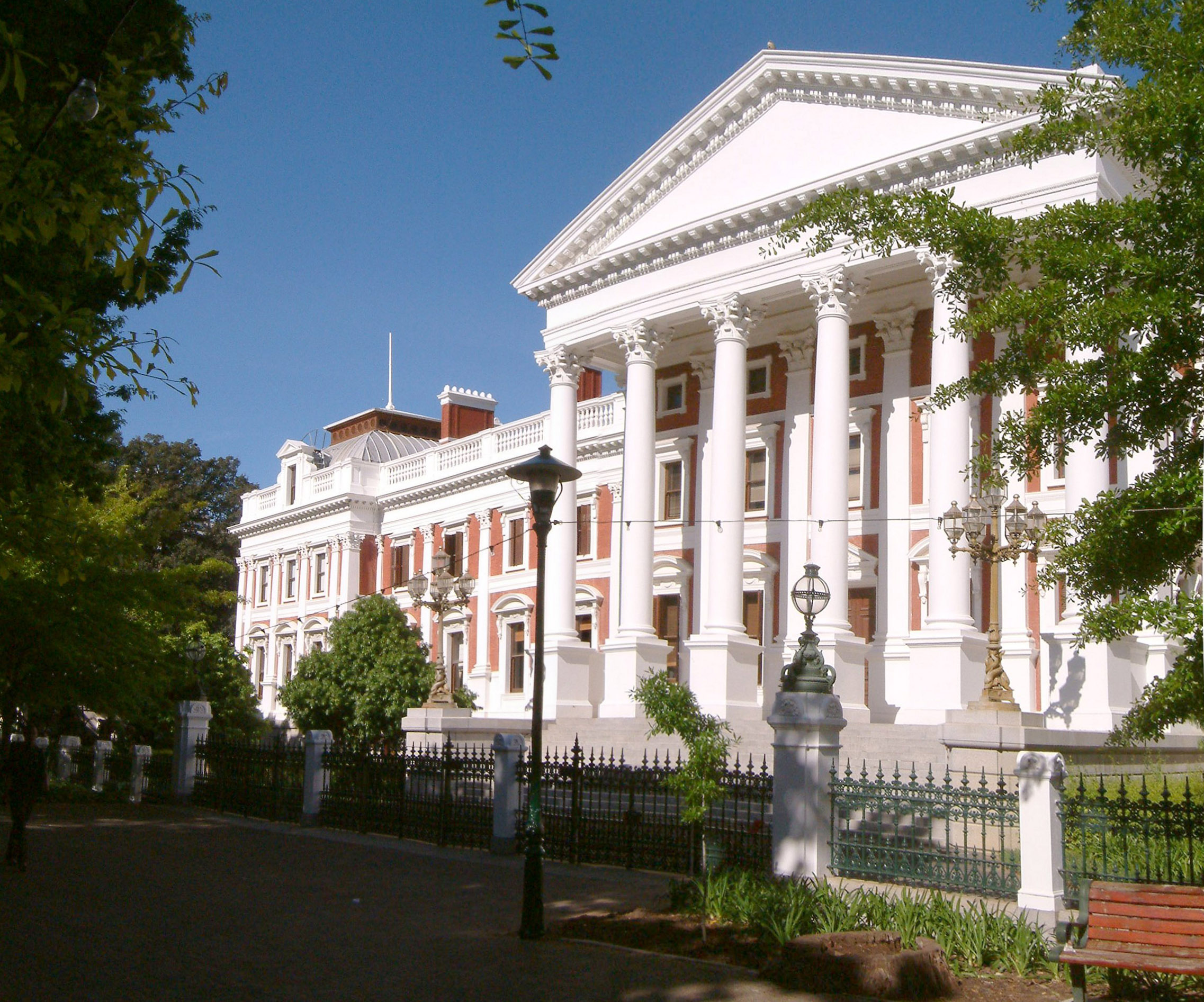
位於開普敦的議會大廈。

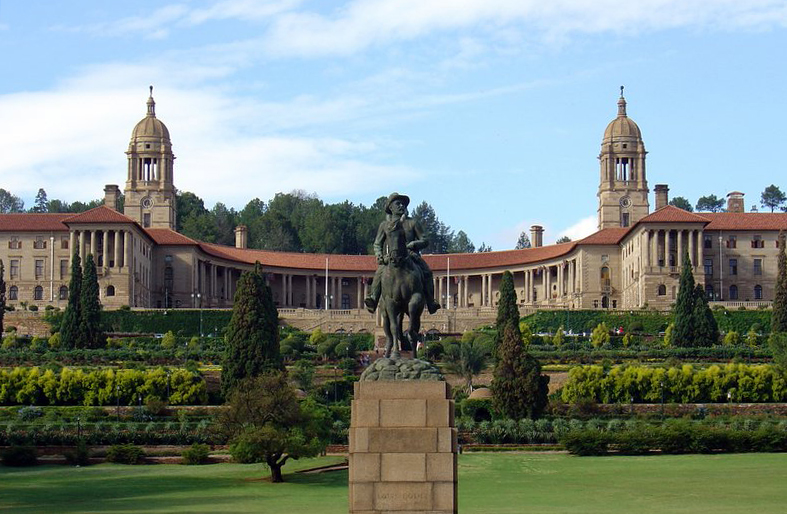
位於比勒陀利亞的聯合宮。

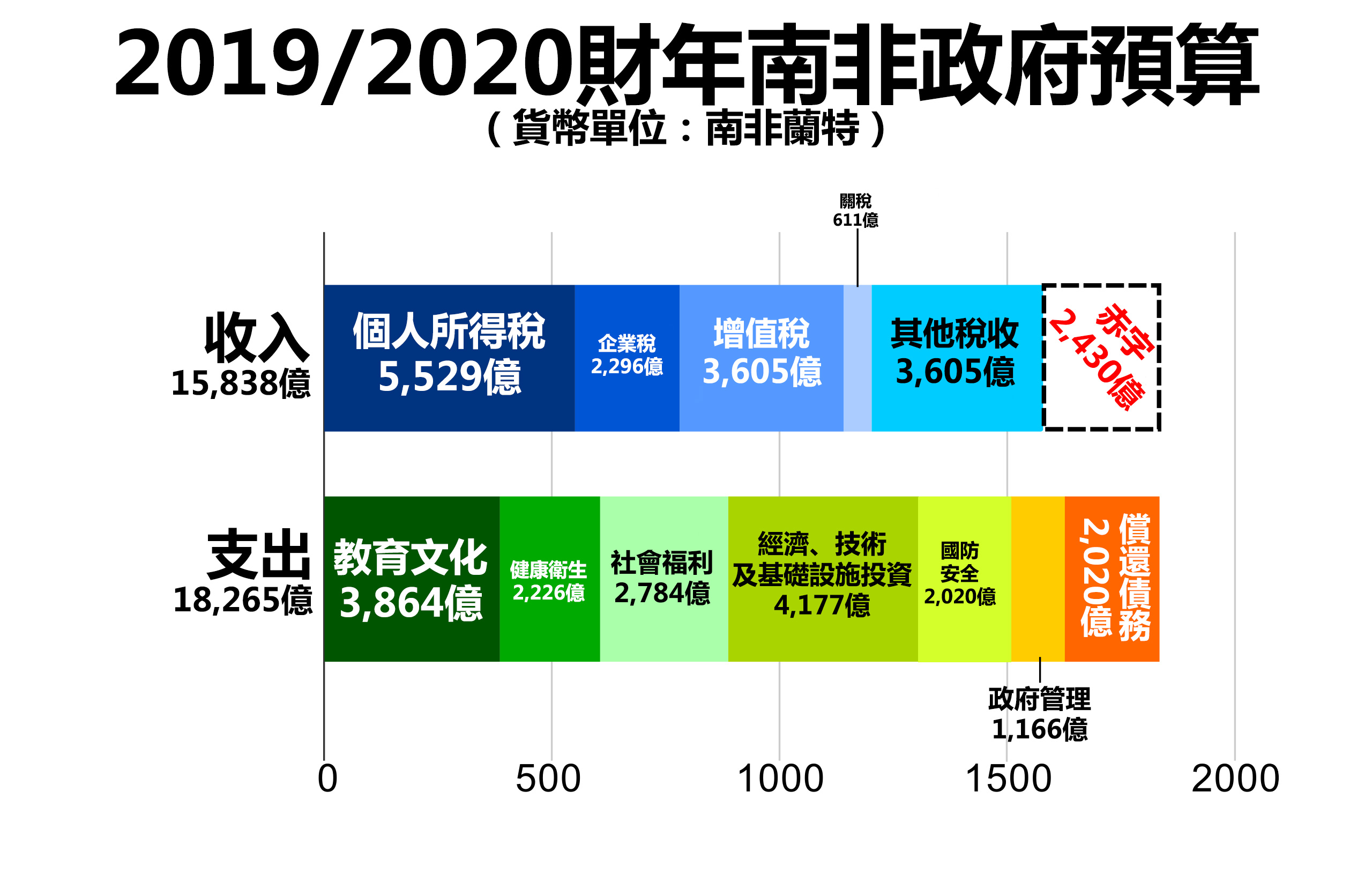
南非财政部公布的2019/20财年南非政府收入和支出。

### 立法機關
南非共和國國會是南非的立法機關；根據現行的《南非憲法》，兩院制的南非國會由國民議會和全國省級事務委員會組成。 目前的第27屆國會於2019年5月22日上任。
從1910年到1994年期間，國會議員主要由南非白人少數族裔選舉產生。1994年舉行了第一次多種族普選選舉。
兩院在1875年至1884年建造的開普敦議會大廈舉行會議。 2022年1月上旬，由於大樓內發生火災並燒毀了國民議會議事廳，國民議會將臨時在好望角議事廳舉行會議。

### 行政機關
南非共和國的行政機關由總統、副總統及部長們所組成。
部長是由總統所任命的國會議員，他們負責領導國家政府下的各個部門。
總統則由國會議員從他們當中選舉產生。

### 司法機關
南非共和國的司法機關是獨立的，司法機關在審判時以已頒布的法律及立法機關在制定過程中作出的解釋性說明為依據。
南非的法律制度以羅馬－荷蘭法及英國普通法為基礎，接受國際法院的強制管轄權但有所保留。同時，《南非憲法》也規定了正當程序，包括在合理時間內受到公平、公開審判的權利。
除憲法法院、最高上訴法院和高等法院外，南非司法機關還包括治安法院；治安法院主要負責賠償少於10萬南非蘭特的案件。

## 省級政府
南非的九個省由省級政府管理；這些省級政府構成南非共和國的第二級政府架構，並介於中央政府與市級政府之間。南非省級政府的建立及其建制由《南非憲法》第六章規定。
南非的省級政府也是依據議會制而建立，其行政機關由立法機關選舉並對立法機關負責。在每個省，省立法機關按照比例代表制直接選舉產生；而立法機關又會從立法代表中選舉藝人成為省長並由其負責領導本省的行政機關。省長會任命一個由立法機關代表組成的行政委員會來管理省政府當局的各個部門。
省級政府的權力受到國家憲法的限制，它們被限制在某些被列出的“職能領域”內。在某些領域，省政府權力與中央政府權力並列；而在其他領域，省政府擁有專屬權力。同時憲法還規定了“合作政府”的原則，各級政府必須協調行動和立法；它還為解決中央政府與省級政府在立法之間的衝突制定了一系列規則。

## 地方政府
南非共和國的地方政府由各種類型的市級政府組成。最大的大都市區由大都市政府管轄；而全國剩下的地區則劃分為地區市政府，而每個地區市又是由幾個地方市組成。在2011年南非市級政府選舉後，南非全國共有8個大都市、44個地區市和226個地方市。
市政府由每五年選舉一次的市議會負責管理。大都市和地方市的市議會採取聯立制選舉產生；而地區市市議會則部分議員席位採用比例代表制選舉產生，部分議員席位由組成其的地方市市議會任命。

## 外部連接
- 南非共和國中央政府官方網站 （页面存档备份，存于）（英文）